# Вече са звездама
Вече са звездама је била српска телевизијска документарна серија, посвећена значајним српским глумцима и глумицама, нека врста критичког пантеона, хола славе српског глумишта. Творац, редитељ и водитељ серије био је Ранко Мунитић. Укупно је снимљено 80 епизода по 60 минута.
Серију је производила и емитовала ТВ Нови Сад од 1990. до 1997. године. Сниматељ је био Золтан Апро, а уредници су били Мирјана Ракић и Бранко Милошевић.
Мотивација за подухват је била да се направе дубља и личнија сведочанства о значајним глумцима:
Нама умиру драгоцени људи, а да иза њих, сем њиховог дела, што се подразумева, не остаје ништа. У међувремену је умро Мија Алексић, Олга Спиридоновић, Рахела Ферари, Душко Булајић. Практично, једини документарни материјал који о њима постоји на телевизији је тај сат из моје емисије. А ми смо земља која, као ниједна друга на кугли земаљској, има толико добрих глумаца. Отприлике колико и Италија добрих певача.— Ранко Мунитић, 1997.

## Рецепција
Серија је високо цењена код стручних кругова и код публике. По речима Драгана Илића:
...Када је деведесетих направио документарни тв-серијал 'Вече са звездама', имао сам утисак да у времену општег распада, растакања, заборава и мржње – жели да нас подсети на свој оригиналан и ненаметљив начин да ће зло једном проћи а да ми морамо остати људи. (...) Човек као Ранко није могао да прихвати бахатост са којом се у Београду односимо према традицији.— Драган Илић, 2009.

## Епизоде
Напомена: датуми представљају дан снимања а не приказивања
1. Велимир Бата Живојиновић, снимљено 12. априла 1988, емитовано 1990.
2. Драгомир Фелба, 8. фебруар 1990.
3. Драган Николић, 21. јануар 1991.
4. Рахела Ферари, 23. јануар 1991.
5. Владица Милосављевић, 12. фебруар 1991.
6. Раде Марковић, 23. септембар 1991.
7. Оливера Марковић, 24. септембар 1991.
8. Бата Стојковић, 22. јануар 1992.
9. Драгољуб Гула Милосављевић, 21. јун 1992.
10. Мија Алексић, 22. јун 1992.
11. Мира Бањац, 23. јун 1992.
12. Светлана Бојковић, 24. јун 1992.
13. Славко Штимац, 24. јун 1992.
14. Љуба Тадић, 25. јун 1992.
15. Радмила Савићевић, 25. јун 1992.
16. Мића Томић, 12. јул 1992.
17. Олга Спиридоновић, 22. јул 1992.
18. Мира Ступица, 24. јул 1992.
19. Бата Паскаљевић, 7. септембар 1992.
20. Ружица Сокић, 5. октобар 1992.
21. Жижа Стојановић, 6. октобар 1992.
22. Бранка Веселиновић, 6. октобар 1992.
23. Милена Дравић, 7. октобар 1992.
24. Мирјана Карановић, 12. октобар 1992.
25. Петар Краљ, 13. октобар 1992.
26. Жика Миленковић , 13. октобар 1992.
27. Миодраг Кривокапић, 13. октобар 1992.
28. Душан Јанићијевић, 20. новембар 1992.
29. Бранко Плеша, 4. април 1993.
30. Јелисавета Сека Саблић , 7. април 1993.
31. Предраг Пепи Лаковић, 8. април 1993.
32. Радмила Живковић, 9. април 1993.
33. Марија Црнобори, 5. јул 1993.
34. Стеван Шалајић, 15. септембар 1993.
35. Велимир Бата Животић, 15. септембар 1993.
36. Зорица Јовановић, 19. октобар 1993.
37. Татјана Бељакова, 20. октобар 1993.
38. Стево Жигон, 20. октобар 1993.
39. Јанез Врховец, 21. октобар 1993.
40. Ксенија Јовановић, 4. новембар 1993.
41. Богдан Диклић, 5. новембар 1993.
42. Миодраг Петровић Чкаља, 5. новембар 1993.
43. Ева Рас, 6. новембар 1993.
44. Иван Хајтл, 1. март 1994.
45. Олга Ивановић, 8. март 1994.
46. Мира Николић, 8. март 1994.
47. Миодраг Мргуд Радовановић, 9. март 1994.
48. Радмила Андрић, 9. март 1994.
49. Драган Максимовић, 10. март 1994.
50. Иби Ромхањи, 24. мај 1994.
51. Милица Радаковић, 24. мај 1994.
52. Горица Поповић, 31. мај 1994.
53. Бора Тодоровић, 1. јун 1994.
54. Александар Берчек, 30. јун 1994.
55. Петар Словенски, 25. октобар 1994.
56. Душко Булајић, 26. октобар 1994.
57. Гизела Вуковић, 26. октобар 1994.
58. Мерима Исаковић, 27. октобар 1994.
59. Дара Чаленић, 17. октобар 1995.
60. Боро Стјепановић, 2. новембар 1995.
61. Станислава Пешић, 5. јануар 1996.
62. Тамара Милетић, 6. јануар 1996.
63. Васа Пантелић, 7. јануар 1996.
64. Соња Савић, 6. март 1996.
65. Предраг Ејдус, 6. март 1996.
66. Босиљка Боци, 7. март 1996.
67. Славка и Бранислав Јеринић, 7. март 1996.
68. Аљоша Вучковић, 29. април 1996.
69. Љубиша Бачић и Милутин Бутковић, 29. април 1996.
70. Татјана Лукјанова, 17. мај 1996.
71. Дара Џокић, 21. мај 1996.
72. Павле Минчић, 21. мај 1996.
73. Михајло Миша Јанкетић, 21. мај 1996.
74. Радмила Рада Ђуричин, 12. јун 1996.
75. Петар Банићевић, 12. јун 1996.
76. Бранислав Лечић, 13. јун 1996.
77. Бранка Петрић, 21. јун 1996.
78. Славко Симић, 9. јул 1996.
79. Мирјана Јоковић, 4. октобар 1996.
80. Лидија Стевановић, 24. март 1997.